# Триволцио
Триволцио (итал. Trivolzio) је насеље у Италији у округу Павија, региону Ломбардија.
Према процени из 2011. у насељу је живело 2020 становника. Насеље се налази на надморској висини од 93 м.

## Становништво
Према резултатима пописа становништва 2011. у општини је живело 2.036 становника.
| 1931. | 1936. | 1951. | 1961. | 1971. | 1981. | 1991. | 2001. | 2011. |
| ----- | ----- | ----- | ----- | ----- | ----- | ----- | ----- | ----- |
| 1.045 | 1.021 | 1.035 | 997   | 992   | 1.037 | 1.084 | 1.204 | 2.036 |